# Lucy Cohu
Lucy Anne Cohu (Swindon, 2 oktober 1968) is een Brits actrice.

## Biografie
Cohu zat in haar kinderjaren op een kostschool, daarna leerde zij drama op de Central School of Speech and Drama in Londen.
Cohu begon in 1992 met acteren in de televisieserie The Good Guys, waarna zij meerdere rollen speelde in televisieseries en films. In 2008 won zij een International Emmy Award voor haar rol in de film Forgiven in de categorie Beste Actrice. Naast het acteren voor televisie is zij ook actief als actrice in lokale theaters.
Cohu trouwde in 1994 met acteur Corey Johnson met wie zij een zoon (2000) en een dochter (2002) heeft, ze zijn in 2005 gescheiden.

## Filmografie

### Films
Uitgezonderd korte films.
- 2015 The Erotic Adventures of Anais Nin - als oudere Anais Nin
- 2014 The Face of an Angel - als Caroline
- 2014 The Inbetweeners 2 - als Niki
- 2011 The Awakening - als Constance Strickland
- 2008 Einstein and Eddington - als Mileva Einstein
- 2007 Ballet Shoes - als Theo Dane
- 2007 Forgiven - als Liz
- 2007 Becoming Jane - als Eliza De Feuillide
- 2006 Coup! - als Amanda Mann
- 2005 The Queen's Sister - als prinses Margaret
- 2002 The Real Jane Austen - als Cassandra Austen
- 2001 Gosford Park - als Lottie
- 1999 RKO 281 - als Dolores Del Rio
- 1997 Rebecca - als Rebecca
- 1996 Loving - als Violet
- 1994 A Very Open Prison - als verslaggeefster

### Televisieseries
Uitgezonderd eenmalige gastrollen.
- 2020-2022 Cobra - als Rachel Sutherland - 11 afl.
- 2022 Dangerous Liaisons - als Christine de Sevigny - 6 afl.
- 2019 Summer of Rockets - als Miriam Petrukhin - 6 afl.
- 2016-2017 Maigret - als Madame Maigret - 4 afl.
- 2013-2016 Ripper Street - als Deborah Goren - 9 afl.
- 2015 Broadchurch - als Tess Henchard - 4 afl.
- 2015 Charlie - als Terry Keane - 3 afl.
- 2013 Atlantis - als Circe - 2 afl.
- 2013 Lightfields - als Vivien Mullen - 5 afl.
- 2012 Upstairs Downstairs - als Sylvia Fuller - 2 afl.
- 2010 Silent Witness - als Rebecca Connelly - 2 afl.
- 2009 Murderland - als Sally - 3 afl.
- 2009 Torchwood - als Alice Carter - 5 afl.
- 2007 Cape Wrath - als Evelyn Brogan - 8 afl.
- 2006 Bombshell - als Valerie Welling - 7 afl.
- 2004-2005 The Bill - als Philippa Manson - 9 afl.
- 2003 Sweet Medicine - als Anna Winterson - 5 afl.
- 2002 In Deep - als Elinor - 2 afl.
- 2000 Reach for the Moon - als Amelia Marchant - 6 afl.
- 1997 Soldier Soldier - als majoor Jessica Bailey - 7 afl.
- 1997 Casualty - als Jayne Bazeley - 5 afl.
- 1997 Peak Practice - als Gina Johnson - 3 afl.
- 1996 Ruth Rendell Mysteries - als Magdelene Heller - 2 afl.
- 1994 The Dwelling Place - als Isabelle Fischel - 3 afl.

- Biblioteca Nacional de España: XX4681161
- Bibliothèque nationale de France: cb15941739f (data)
- International Standard Name Identifier: 0000 0001 1771 7284
- Library of Congress Control Number: no2007006838
- Nationale Bibliotheek van Tsjechië: xx0153854
- Système universitaire de documentation: 231546874
- Virtual International Authority File: 78802830
- WorldCat: E39PBJvHbqCPpFdYYQ38wDCJDq